# Brens, Tarn
Brens är en kommun i departementet Tarn i regionen Occitanien i södra Frankrike. Kommunen ligger i kantonen Gaillac som tillhör arrondissementet Albi. År 2022 hade Brens 2 418 invånare.

## Befolkningsutveckling
Antalet invånare i kommunen Brens
| Referens: INSEE |